# Блішка бурякова звичайна
Блішка бурякова звичайна (Chaetocnema concinna Fall.) — комаха-шкідник. В Україні блішки поширені в усіх зонах бурякосіяння.

## Опис
Жуки блішки звичайної темно-бронзові, довжина їх 1,9-2,4 мм. Пошкоджують рослини від появи сходів і до змикання рядків. Розвиваються блішки в одному поколінні. Зимують жуки на рослинних рештках і у верхньому шарі ґрунту на глибині 10 — 12 см на неораних землях. Навесні після відтавання ґрунту вони з'являються при температурі +6..+8 °C в ясну погоду і при +15 °C в похмуру. Літ блішок спостерігається тільки при ясній і тихій погоді. У цей час жуки посилено живляться на буряках і значно їх пошкоджують. Одна самка відкладає близько 20 яєць. Личинки блішки живляться корінцями гречкових. На листках цукрових буряків з верхнього боку вони вигризають м'якуш. При цьому нижня шкірка листків залишається не пошкодженою, а в міру росту рослини вона лускається і утворюються суцільні отвори. Блішки не тільки вигризають тканину, а й виїдають її вміст.

## Заходи захисту
Знищення бур'янів з родини лободових і гречкових. Із профілактичних ефективні інкрустація насіння буряків системними інсектицидами і внесення гранульованих препаратів у рядки під час сівби. При виявленні 1-1,5 жука на рослині краї поля завширшки 50-60 м обробляють інсектицидами.